# Prochot
Prochot (bis 1927 slowakisch „Prochoť“ oder „Prochod“; deutsch Prochetzhau oder Prochotzhau, ungarisch Kelő – bis 1892 Prohot) ist eine Gemeinde in der Mitte der Slowakei mit 553 Einwohnern (Stand 31. Dezember 2024), die zum Okres Žiar nad Hronom, einem Teil des Banskobystrický kraj, gehört.

## Geographie

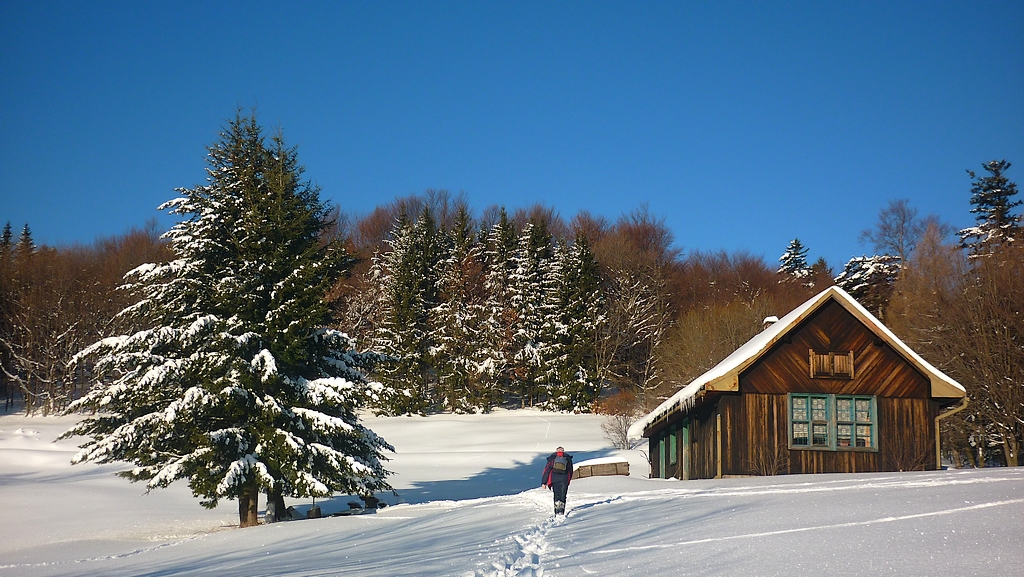
Gronštolne im Gemeindegebiet von Prochot

Die Gemeinde befindet sich am Osthang des Vogelgebirges (slowakisch Vtáčnik) im Tal des Prochotský potok im Einzugsgebiet des Hron. Das Ortszentrum liegt auf einer Höhe von 497 m n.m. und ist 19 Kilometer von Žiar nad Hronom entfernt.
Nachbargemeinden sind Handlová (Ortsteil Nová Lehota) im Norden, Lovčica-Trubín im Nordosten, Prestavlky im Osten, Horná Ždaňa im Süden, Ostrý Grúň im Südwesten, Kľak im Westen und Podhradie im Nordwesten.

## Geschichte
Im heutigen Gemeindegebiet gab es Bronzefunde aus der Spätbronzezeit.
Prochot wurde zum ersten Mal 1414 als Prehotha schriftlich erwähnt und gehörte zum Herrschaftsgebiet der Burg Šášov. Die ursprünglich deutsche Besiedlung lässt sich heute in Nachnamen sowie Flurnamen (z. B. Gronštolne im Bild oben) erkennen. 1534 gab es vier Porta. 1601 standen 36 Häuser im Ort, 1715 hatte die Ortschaft eine Mühle und 27 Steuerpflichtige, davon neun Handwerker. 1828 zählte man 107 Häuser und 718 Einwohner, die als Holzfäller, Hirten und Landwirte beschäftigt waren.
Bis 1918 gehörte der im Komitat Bars liegende Ort zum Königreich Ungarn und kam danach zur Tschechoslowakei beziehungsweise heute Slowakei. 1945, kurz vor dem Ende des Zweiten Weltkriegs, wurde Prochot dreimal (4. Januar, 21. Januar und 18. März) durch NS-deutsche Einheiten überfallen und in Brand gesetzt, nachdem es während des SNP rege Partisanentätigkeit gab.

## Bevölkerung
| Jahr                | 1994 | 2004     | 2014    | 2024    |
| ------------------- | ---- | -------- | ------- | ------- |
| Anzahl der Personen | 693  | 618      | 567     | 553     |
| Unterschied         |      | −10,82 % | −8,25 % | −2,46 % |

| Jahr                | 2023 | 2024    |
| ------------------- | ---- | ------- |
| Anzahl der Personen | 552  | 553     |
| Unterschied         |      | +0,18 % |

Nach der Volkszählung 2011 wohnten in Prochot 598 Einwohner, davon 590 Slowaken sowie jeweils zwei Magyaren und Tschechen. Vier Einwohner machten keine Angabe zur Ethnie.
553 Einwohner bekannten sich zur römisch-katholischen Kirche sowie jeweils ein Einwohner zur Evangelischen Kirche A. B. und zur orthodoxen Kirche. 36 Einwohner waren konfessionslos und bei sieben Einwohnern wurde die Konfession nicht ermittelt.

## Bauwerke und Denkmäler
- römisch-katholische Matthäuskirche im klassizistischen Stil aus dem Jahr 1792, 1829 und 1850 umgebaut[5]